# Martin Mandík
Martin Mandík (2000) è un giocatore di football americano ceco, che gioca come wide receiver per i Prague Black Panthers..

## Palmarès
- 1 Czech Bowl (2018)